# Biederbach
Biederbach är en kommun och ort i Landkreis Emmendingen i regionen Südlicher Oberrhein i Regierungsbezirk Freiburg i förbundslandet Baden-Württemberg i Tyskland.
Kommunen ingår i kommunalförbundet Elzach tillsammans med staden Elzach och kommunen Winden im Elztal.